# Коромысло байкальское
Коромысло байкальское (лат. Aeshna baicalensis) — вид стрекоз семейства коромысловых (Aeshnidae).

## Описание
Вид был описан советским энтомологом Борисом Белышевым по единственному экземпляру самцу, который по морфологическим признакам был близок одновременно к Aeshna juncea и к Aeshna subarctica. В каталогах мировой фауны стрекоз таксон Aeshna baicalensis приводится в качестве синонима Aeshna subarctica или самостоятельного вида. Голотип был утерян, аналогичные экземпляры не обнаружены.
Вид был описан на основании формы деформированных придатков единственного молодого самца, что снижает достоверность описания действительно нового таксона. По своим морфологическим признакам Aeshna baicalensis сходен одновременно с Aeshna juncea и Aeshna subarctica, однако по описанию отличается от данных таксонов длинным зубцом на верхних анальных придатках. Лишь для Aeshna juncea характерно наличие зубца на придатках. Зубец в описании Aeshna baicalensis практически идентичен таковому у Aeshna juncea, поэтому таксон может являться его синонимом.